# 安妮日记 (1959年电影)
《安妮日记》（英語：The Diary of Anne Frank）是1959年自同名作品改编的一部电影，由乔治·史蒂文斯执导。这是《安妮日記》改编的第一部电影。电影内景摄于洛杉矶的摄影棚中，外景则在阿姆斯特丹拍摄。
这部电影上映后广受好评，1960年获得三项奥斯卡奖，即最佳女配角奖（谢利·温特斯）、最佳摄影奖和最佳艺术指导奖。同年又获得金球奖。2006年，它又被评为AFI百年百大勵志電影之一。